# دوغنا (كاباردينو-بالكاريجا)
دوغنا (بالروسية: Дугна) هي مدينة في جمهورية قبردينو - بلقاريا في روسيا.
يبلغ عدد سكانها حوالي 758   نسمة.